# Exosphaeroma alveola
Exosphaeroma alveola är en kräftdjursart som beskrevs av Bruce 2003. Exosphaeroma alveola ingår i släktet Exosphaeroma och familjen klotkräftor. Inga underarter finns listade i Catalogue of Life.